# 80th Flying Training Wing

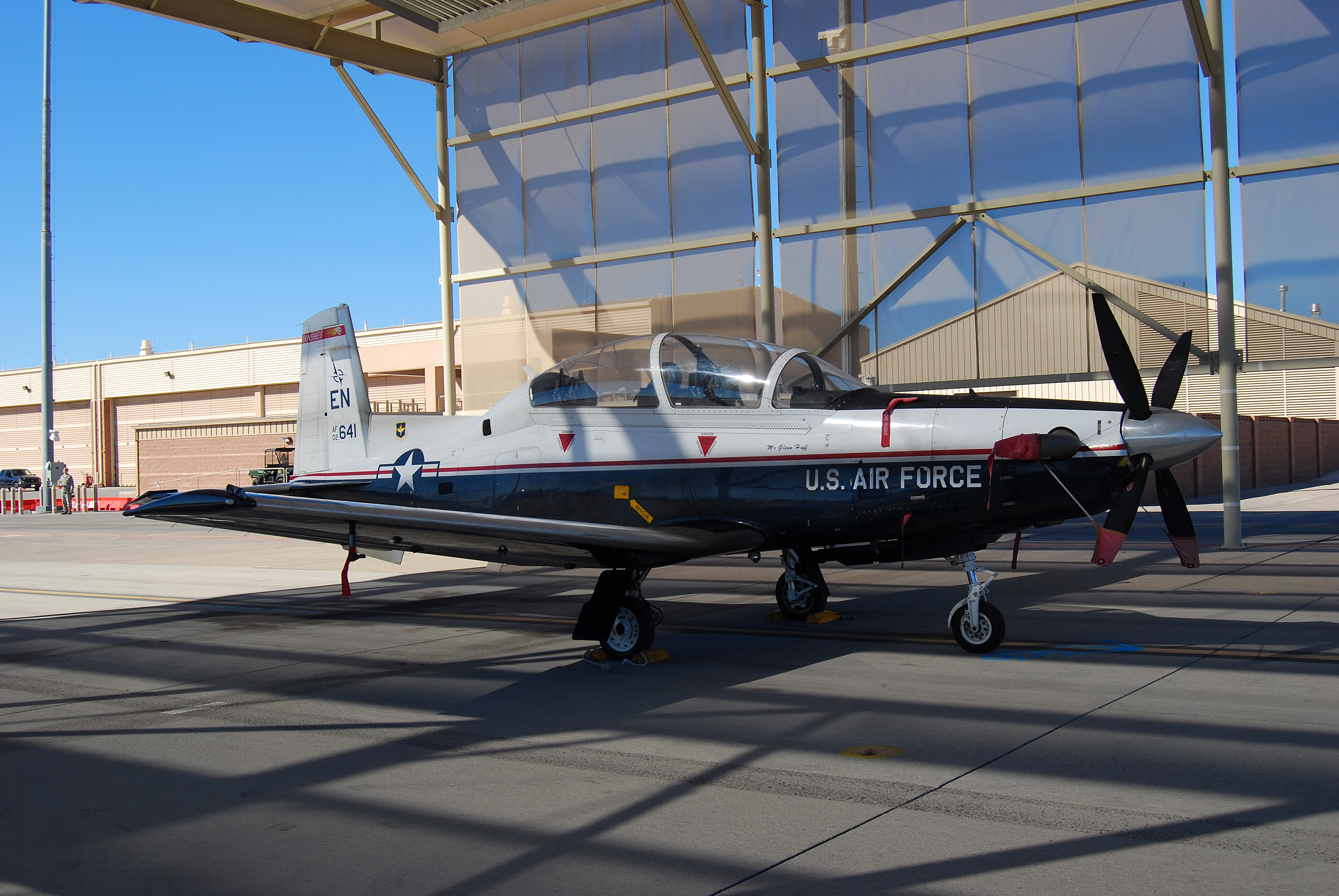
T-6A dello Stormo

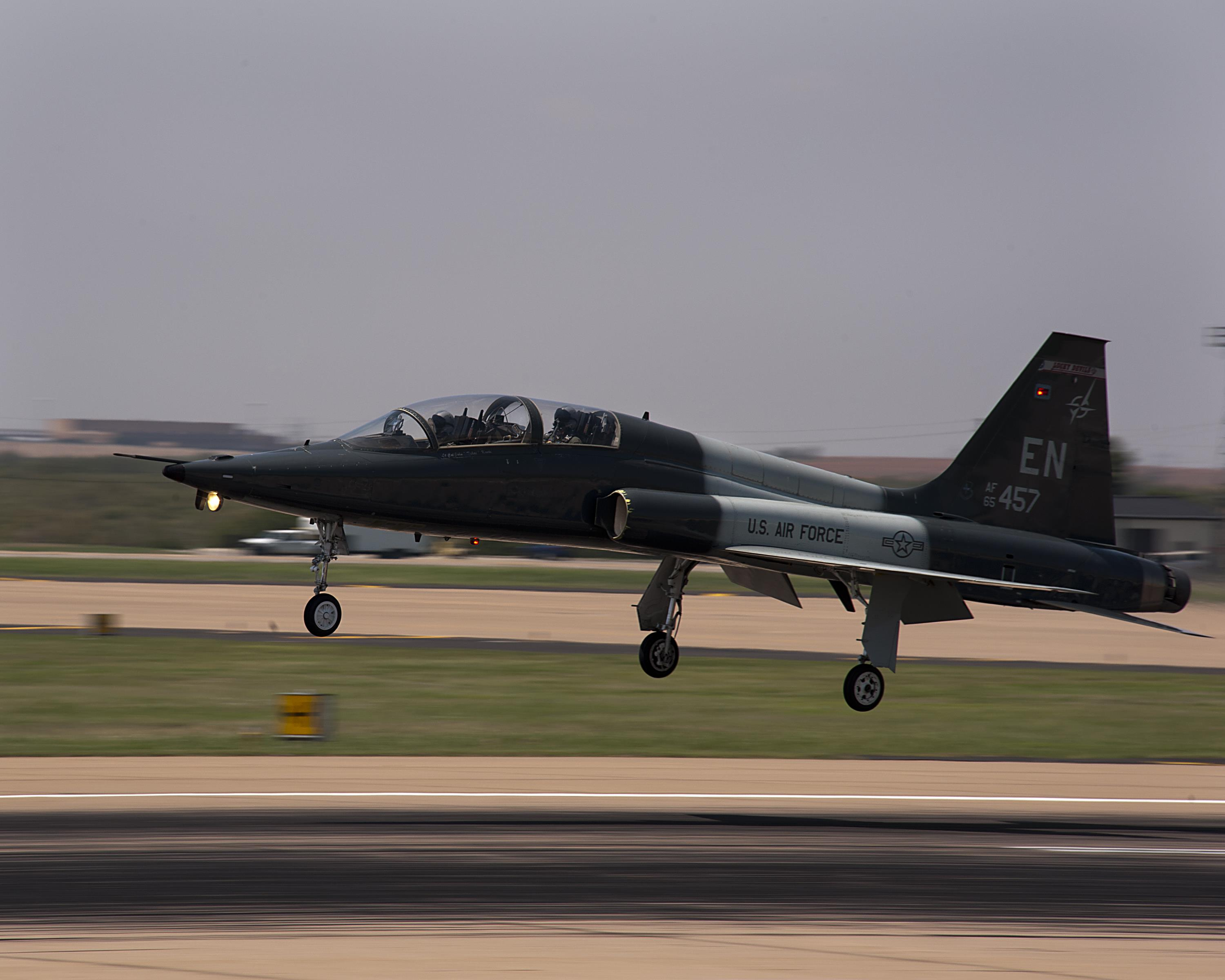
T-38C dello Stormo

Il 80th Flying Training Wing è uno Stormo da addestramento dell'Air Education and Training Command, inquadrato nella Nineteenth Air Force. Il suo quartier generale è situato presso la Sheppard Air Force Base, nel Texas.

## Missione
Lo stormo ospita l'Euro-NATO Joint Jet Pilot Training Program (ENJJPTP), al quale partecipano 14 paesi e che produce circa 350 piloti all'anno. Allo stormo è associato il 97th Flying Training Squadron, 340th Flying Training Group, Air Force Reserve Command

## Organizzazione
Attualmente, al settembre 2017, lo stormo controlla:
- 80th Operations Group
  - 80th Operations Support Squadron
  -  88th Fighter Training Squadron - Equipaggiato con 32 T-38C Talon
  -  89th Flying Training Squadron - Equipaggiato con 38 T-6A Texan II
  -  90th Flying Training Squadron - Equipaggiato con 46 T-6A Texan II
  -  459th Flying Training Squadron - Equipaggiato con 39 T-6A Texan II
  -  469th Flying Training Squadron - Equipaggiato con 46 T-38C Talon